# Eratigena saeva
Eratigena saeva là một loài nhện trong họ Agelenidae. Chúng được John Blackwall miêu tả năm 1844.